# دومينيك كروزلياك
دومينيك كروزلياك (بالسلوفاكية: Dominik Kružliak) هو لاعب كرة قدم سلوفاكي في مركز الدفاع، ولد في 10 يوليو 1996 في سلوفاكيا. شارك مع منتخب سلوفاكيا تحت 18 سنة لكرة القدم ومنتخب سلوفاكيا تحت 21 سنة لكرة القدم. أما مع النوادي، فقد لعب مع نادي روجومبيروك.

## وصلات خارجية
- دومينيك كروزلياك على موقع الاتحاد الأوربي (الإنجليزية)
- دومينيك كروزلياك على موقع قاعدة بيانات كرة القدم.إي يو (الإنجليزية)
- دومينيك كروزلياك على موقع ناشيونال فوتبول تيمز (الإنجليزية)
- دومينيك كروزلياك على موقع Soccerway.com (الإنجليزية)
- دومينيك كروزلياك على موقع عالم كرة القدم.نت (الإنجليزية)